# Parafia Świętej Trójcy w Duniłowiczach
Parafia Świętej Trójcy w Duniłowiczach (biał. Парафія Найсвяцейшай Тройцы y Дунілавічах) – parafia rzymskokatolicka w Duniłowiczach. Należy do dekanatu postawskiego diecezji witebskiej. 

## Historia
W 1500 roku wybudowano kościół Narodzenia Najświętszej Maryi Panny, przebudowany w 1690 roku. W 1890 roku spłonął. W jego miejsce wybudowano drewniany kościół parafialny św. Michała Archanioła, który miał służyć wiernym zamiast zabranego kościoła dominikańskiego. W 1930 roku parafię przeniesiono do odzyskanego kościoła Świętej Trójcy. W 1932 roku kościół św. Michała Archanioła przeniesiono do Woropajewa, gdzie rok później utworzono parafię. W 1948 roku został przekształcony przez władze sowieckie na magazyn zboża, a później spłonął. 
W 1683 roku Elżbieta z Isajkowskich i Krzysztof Białłozor, chorąży wielki litewski, ufundowali w Duniłowiczach klasztor Dominikanów. W 1685 poświęcono budowaną od 1683 roku drewnianą świątynię. Kościół spłonął i w latach 1769-1773 wzniesiono nowy murowany budynek. 
W 1744 roku parafia wchodziła w skład dekanatu połockiego diecezji wileńskiej.
W 1772 roku w klasztorze mieszkało 9 zakonników, w tym 7 kapłanów. W 1796 roku dominikanie prowadzili szkołę dla dzieci. W 1843 roku w zakonie pracowali: o. Bartłomiej Szabłowski oraz ks. Dominik Połtarak i ks. Adam Bittowt. W 1850 roku nastąpiła kasata klasztoru. W 1866 roku budynek przejęli prawosławni i adaptowali na cerkiew. W 1919 roku kościół odzyskali katolicy, a w 1930 roku przeniesiono parafię z kościoła Narodzenia Najświętszej Maryi Panny i św. Michała Archanioła. W 1949 roku zamknięto świątynię i zamieniono na magazyn nawozów sztucznych. Została ona odzyskana w 1990 roku. 29 marca 2000 roku parafię odwiedził Nuncjusz Apostolski na Białorusi abp Dominik Hrušovský, który spotkał się z dziećmi i młodzieżą.

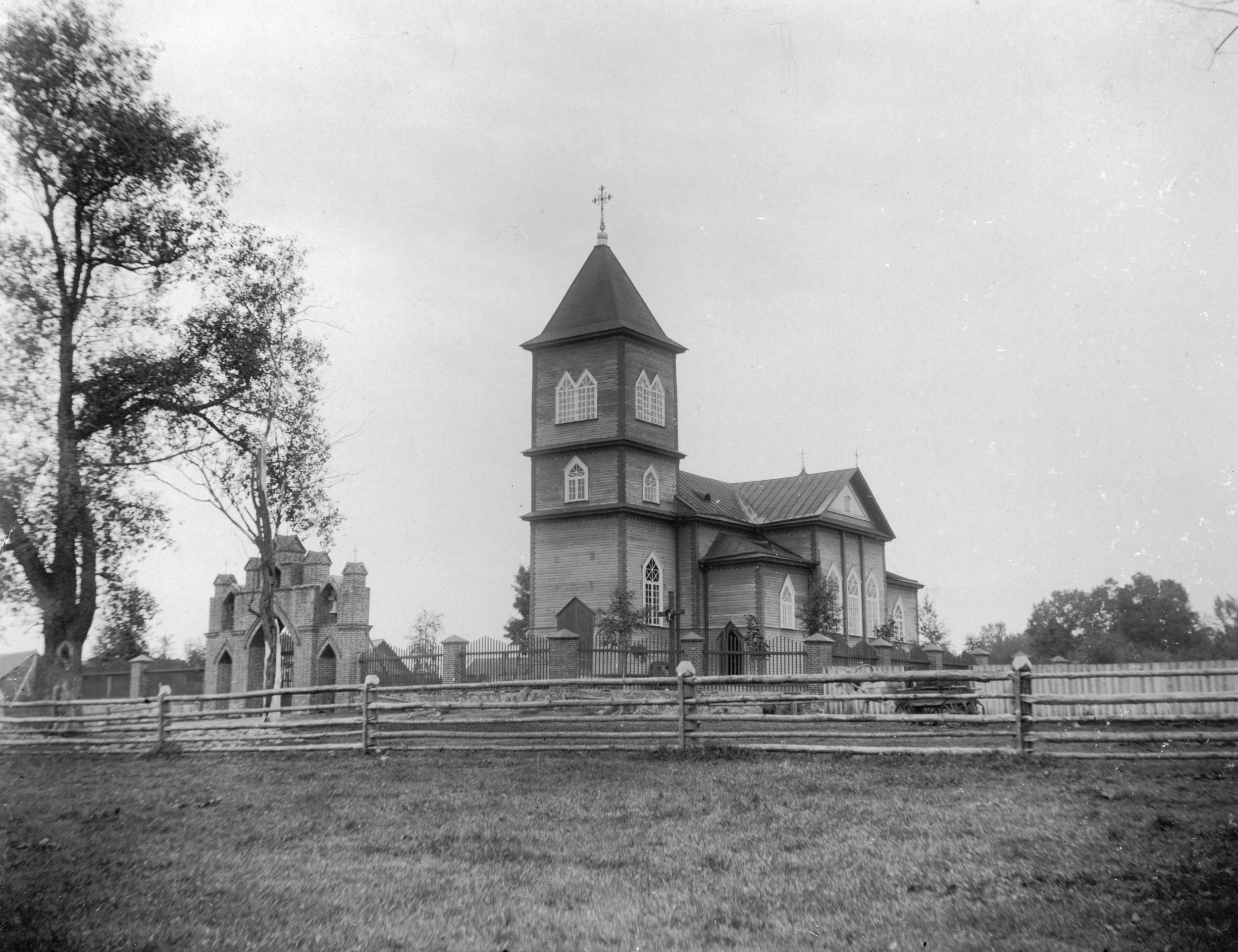
Kościół św. Michała Archanioła, zwany "czerwonym kościołem", w 1900 roku

## Cmentarz parafialny
Naprzeciwko kościoła Św. Trójcy znajduje się Cmentarz Żołnierzy Polskich, poległych podczas wojny polsko-bolszewickiej w 1920 roku. Został on uroczyście poświęcony w 1936 roku przez proboszcza parafii w Duniłowiczach ks. Stanisława Możejkę w obecności prezydenta RP Ignacego Mościckiego. Cmentarz odnowiono w latach 2017-2018 z funduszy MKiDN. W dniu 1 listopada 2018 r. odnowione nagrobki poświęcił biskup witebski Aleh Butkiewicz. W uroczystości wziął udział minister spraw zagranicznych RP Jacek Czaputowicz. 

## Wydzielone parafie
Z parafii wydzielono parafie:
- św. Judy Tadeusza w Łuczaju (1755)
- Parafia św. Michała Archanioła i bł. Michała Kozala Biskupa Męczennika w Woropajewie (1933)

## Proboszczowie parafii

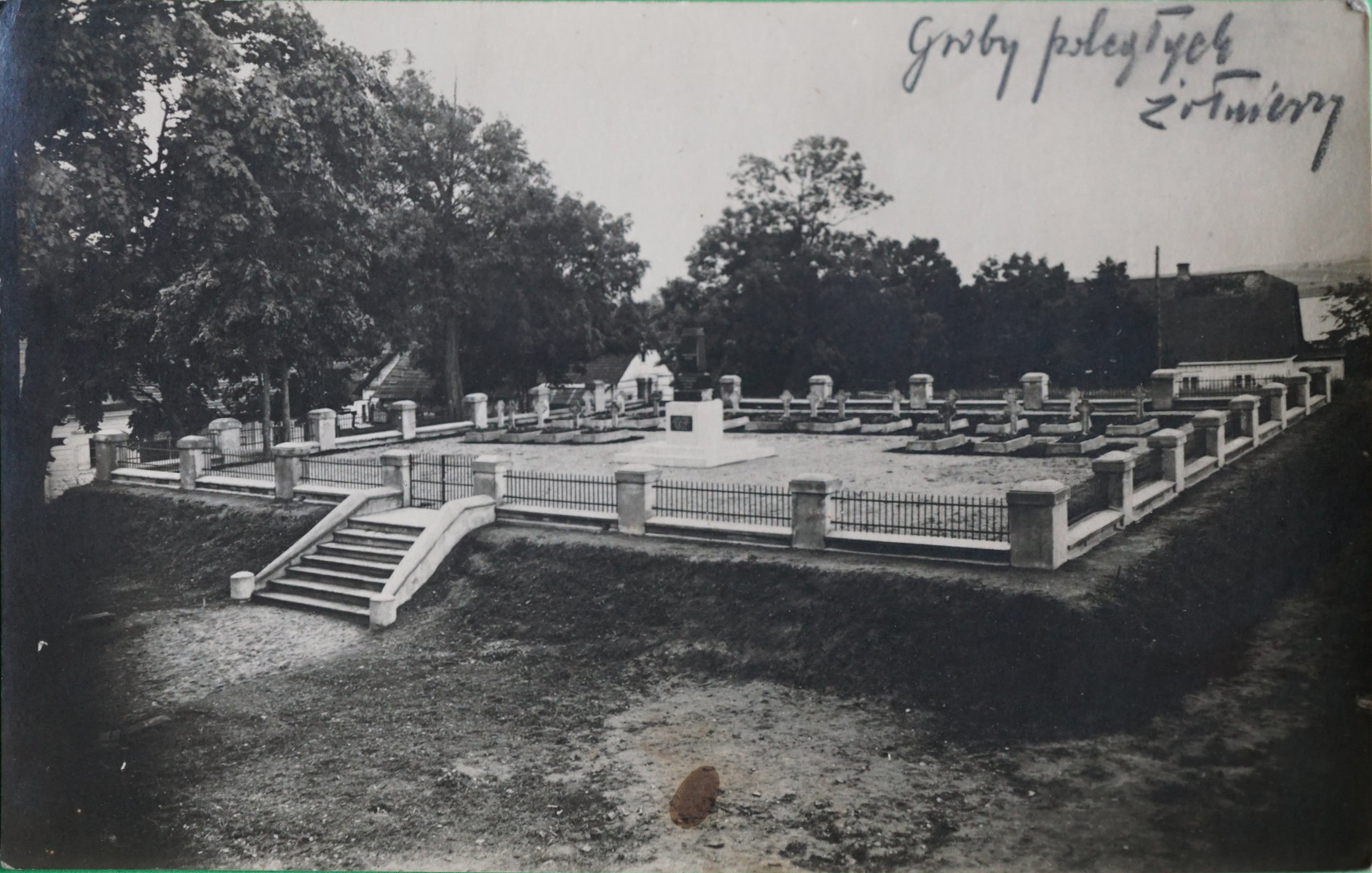
Cmentarz żołnierzy polskich w Duniłowiczach

## Proboszczowie parafii[7][8]
| imię i nazwisko                        | daty urzędowania |
| -------------------------------------- | ---------------- |
| ks. Józef Rzekałowski                  | 1770             |
| ks. Szymon Głowacki                    | 1843             |
| ks. Jozafat Czerwiński (administrator) | 1872             |
| ks. Benedykt Bieńko (administrator)    | 1886             |
| ks. Stanisław Bobel                    | 1929             |
| ks. Stanisław Możejka                  | 1930, 1936       |
| ks. Feliks Kaczmarek                   | 1931 – 1938      |
| ks. Czesław Kardel                     | 1938 – 1949      |
| ks. Józef Karakuk                      | 1939 – 1944      |
| ks. Krzysztof Pożarski                 | 1990 – 1992      |
| ks. Jan Masin SVD                      | 1993 – 1995      |
| ks. Piotr Wróbel                       | 1995 – 1999      |
| ks. Jan Pugaczow                       | 2001 – 2004      |
| ks. Witali Golec                       | 2004 – 2006      |
| ks. Paweł Samsonow (administrator)     | 2010 –           |